# 五匹の子豚
『五匹の子豚』（ごひきのこぶた、原題：Five Little Pigs、アメリカ版：Murder in Retrospect）は、イギリスの小説家アガサ・クリスティが1942年に発表した推理小説であり、探偵エルキュール・ポアロが登場する「エルキュール・ポアロ・シリーズ」の作品のひとつである。
16年前、夫殺しの罪で終身刑を宣告され、獄中で死亡した母の無実を固く信じる娘の話に興味を覚えたポアロが、あたかも「五匹の子豚」の如き5人の関係者との会話を手がかりに過去へと遡り、真実へたどり着くまでを描いた作品。原題である『五匹の子豚』は、マザー・グースの童謡（「この子豚はマーケットへ行った」など5匹の子豚が登場する遊戯の数え歌）の5つの歌詞にちなんだものである。
本作品には、現在に影響を及ぼす事件を解決するため過去へと遡ってその原因を明らかにする、クリスティの作品に少なからず見受けられる手法が盛り込まれており、アメリカ版原題『回想の殺人』はその内容にちなんだものである。

## あらすじ
カロリン・クレイルが画家である夫アミアスを殺害した罪で終身刑の有罪判決を受けた16年後、彼女の娘カーラ・ルマルションがポアロを訪ね、事件の調査を依頼する。カーラは21歳のとき、母から無実を訴える手紙を受け取り、それが真実だと信じていた。ポアロは彼女の依頼を受諾する。
クレイル家で殺人があった日、そこにはポアロが「5匹の子豚」と呼ぶ5人の人間がいた。株式仲買人でアミアスの親友だったフィリップ・ブレイク、アマチュア化学者のメレディス・ブレイク（フィリップの弟）、カロリンの異母妹アンジェラ・ウォレン、アンジェラの家庭教師セシリア・ウィリアムズ、アミアスの絵のモデル兼愛人エルサ・グリヤー（その後結婚してディティシャム卿夫人）である。警察は、アミアスが飲んだグラスからコニインを検出し、毒殺されたことを突き止めていた。カロリンは、メレディスの研究室から毒を盗み、それを使って自殺するつもりだったと告白したが、彼女は当時アミアスに冷えた瓶ビールを渡しており、警察は彼女が毒を盛ったと考えた。アミアスはモデルのエルサと浮気をしていたため、それがカロリンの動機と思われた。
ポアロは5人の容疑者と面談し、彼らには明らかな動機がないことを知る。その中でカロリンの異母妹アンジェラだけが彼女の無実を信じていた。ポアロはカーラと彼女の婚約者と共に彼ら5人を集め、カロリンは無実だったが、アンジェラが殺人を犯したと思ったので、彼女をかばって自分の無実を主張しなかったのだと述べる。たしかに当時アンジェラは瓶ビールに触れていたが、カロリンがアミアスのところに持っていく前には手を加えていなかった。カロリンは、アンジェラが悪ふざけでビールに何かを入れ、アミアスを死なせたのだと思い込んだのだ。カロリンは、幼い頃にアンジェラに文鎮を投げつけて片目を失明させたことがあり、その罪滅ぼしとして罪をかぶったのだった。
ポアロは、犯人はエルサ・グリヤーであると述べる。彼女はアミアスが結婚しようと言ったことを真に受け、それが彼が絵が完成するまでモデルとして続けてほしいと思っていたための口実であるとは思わなかった。しかしアミアスが妻に本心を語って安心させているのを耳にし、裏切られたと感じ、復讐しようとしたのだった。カロリンがメレディスの研究室から毒を持ち出すのを見た彼女は、カロリンの部屋から毒を盗み出し、グラスに注がれたビールに混ぜてアミアスに飲ませた。その後、カロリンが新しい冷えたビールを持ってくると、彼は「今日はどれも不味い」と言いながら飲んでいた。このことからポアロは、毒はエルサが渡したグラスの方に入っていたことがわかったと言う。ポアロの説明で、カーラとその婚約者も納得する。
状況証拠でカロリンの恩赦やエルサの有罪が得られる可能性は低いが、ポアロは自分の調査結果を警察に提出するつもりだと言った。

## 登場人物
- カーラ・ルマルション - 事件の依頼者。16年前の事件の後、カナダのおじに引き取られた。
- ジョン・ラッテリー - カーラの婚約者。
- アミアス・クレイル - 画家でカーラの父。女癖が悪かった。16年前に飲んでいたビールにコニインを混入させられて毒殺される。
- カロリン・クレイル - アミアスの妻。夫毒殺の罪で終身刑を受け、のちに獄死。娘のカーラに対し無実を訴える手紙を残していた。
- エルサ・ディティシャム - 旧姓は「グリヤー」。当時はアミアスの絵のモデルを務めた少女で、アミアスの愛人。現在はディティシャム卿夫人で、社交界の華である。
- フィリップ・ブレイク - アミアスの親友。過去にカロリンに振られたことがある。現在は株式仲買人。
- メレディス・ブレイク - フィリップの兄。カロリンに秘かに恋していた。現在は隠居で、薬草の研究をしている。
- アンジェラ・ウォレン - カロリンの異母妹。現在は考古学者。赤ん坊のころ、カロリンのミスで片目が失明したが、姉妹の仲は良かった。一方、女癖の悪いアミアスを敵視していた。
- セシリア・ウィリアムズ - アンジェラの家庭教師。
- モンタギュー・ディプリーチ卿 - 勅撰弁護士。
- クェンティン・フォッグ - 勅撰弁護士。
- ジョージ・メイヒュー - 弁護士。
- クレイブ・ジョナサン - 弁護士。
- ヘイル - 元警視。
- エルキュール・ポアロ - 私立探偵。

## 作品の評価
辛口の評論に定評があるとされている英国の作家ロバート・バーナードは『欺しの天才 アガサ・クリスティ創作の秘密』（1979年）の中で、傑作として挙げた3作のうちの1作に本作を挙げている。
作家で評論家のモーリス・ウィルソン・ディシャーは、1943年1月16日付のタイムズ・リテラリー・サプルメント誌の批評で、「画家がどのように死んだかということが繰り返し語られるが、犯罪愛好家はそれに異議を唱えないだろう。プロットよりも問題の方に興味が向くが、そこに作者の非凡な技量が発揮される。謎解きは見事である。」と述べた。
モーリス・リチャードソンは、1943年1月10日号のオブザーバー紙でこの小説を批評し、こう書いた。「容疑者が5人しかいないにもかかわらず、クリスティはいつものように読者に紐を繋いで、土壇場での衝撃的なクライマックスまで導いてくれる。これはポアロシリーズ中期の水準に十分達している。これ以上言う必要はないだろう。」。
J・D・ベレスフォードは1943年1月20日のガーディアン紙の批評で、「...クリスティは決して我々を失望させないし、彼女の『五匹の子豚』は、賢明な読者にとても美しい問題を与える」と書いている。彼は、真犯人を示す手がかりは「完全に満足のいくもの」であると結論づけた。
チャールズ・オズボーンは、「『五匹の子豚』の謎解きは、すぐに納得できるだけでなく、満足感もあり、その必然性と殺伐とした雰囲気に感動さえ覚える」とこの小説を賞賛している。
2015年にAGATHA CHRISTIE LIMITEDにより行われた「世界で一番好きなクリスティ・グローバル投票」で本作は9位に選出されている。

## 備考
ポアロがメレディス・ブレイクと会見する際に2通の紹介状を携えているが、これはそれぞれ『三幕の殺人』に登場するレディ・メアリー・リットン・ゴアからのものと、「西洋の星盗難事件」に登場するクロンショー提督からのものである。

## 出版
| 題名       | 出版社   | 文庫名                     | 訳者       | 巻末           | カバーデザイン  | 初版年月日     | ページ数 | ISBN              | 備考 |
| ---------- | -------- | -------------------------- | ---------- | -------------- | --------------- | -------------- | -------- | ----------------- | ---- |
| 五匹の子豚 | 早川書房 | ハヤカワ・ミステリ文庫1-21 | 桑原千恵子 | 回想の殺人 (S) | 真鍋博          | 1977年2月28日  | 331      | 4-15-070021-4     | 絶版 |
| 五匹の子豚 | 早川書房 | クリスティー文庫21         | 桑原千恵子 | 解説 千街晶之  | Hayakawa Design | 2003年         | 406      | 4-15-130036-8     | 絶版 |
| 五匹の子豚 | 早川書房 | クリスティー文庫21         | 山本やよい | 解説 千街晶之  | Hayakawa Design | 2010年11月10日 |          | 978-4-15-131021-8 |      |

## 戯曲
1960年「Go Back for Murder」の題名で著者自身が本作を戯曲化しており、邦訳『殺人をもう一度』（深町眞理子訳）が光文社文庫から刊行されている。ただし、ポアロは登場しない内容に脚色されている。

## 映像化
TV作品
- 名探偵ポワロ「Five Little Pigs（邦題 五匹の子豚）」（イギリス 2003年）
  - ポワロ - デヴィッド・スーシェ
  - カロリン・クレイル - レイチェル・スターリング
  - アミアス・クレイル - エイダン・ギレン
  - フィリップ・ブレイク - トビー・スティーブンス
  - メレディス・ブレイク - マーク・ウォーレン
  - ルーシー・クレイル - エイミー・マリンズ（英語版）
  - エルサ・グリヤー - ジュリー・コックス
  - アンジェラ・ウォレン - ソフィー・ウィンクルマン（英語版）

カロリン・クレイルに対する判決が終身刑ではなく死刑（絞首刑）に変更されており、カロリンの刑死からポワロへの依頼までの期間は14年となっている。また改名前の娘の名前がルーシー・クレイルとなっている。フィリップは同性愛者でカロリンではなくアミアスを子供のころから愛していた設定に変更されている。全編にわたってエリック・サティ作曲のピアノ曲『グノシエンヌ第1番』が編曲されて用いられている。